# 圣家

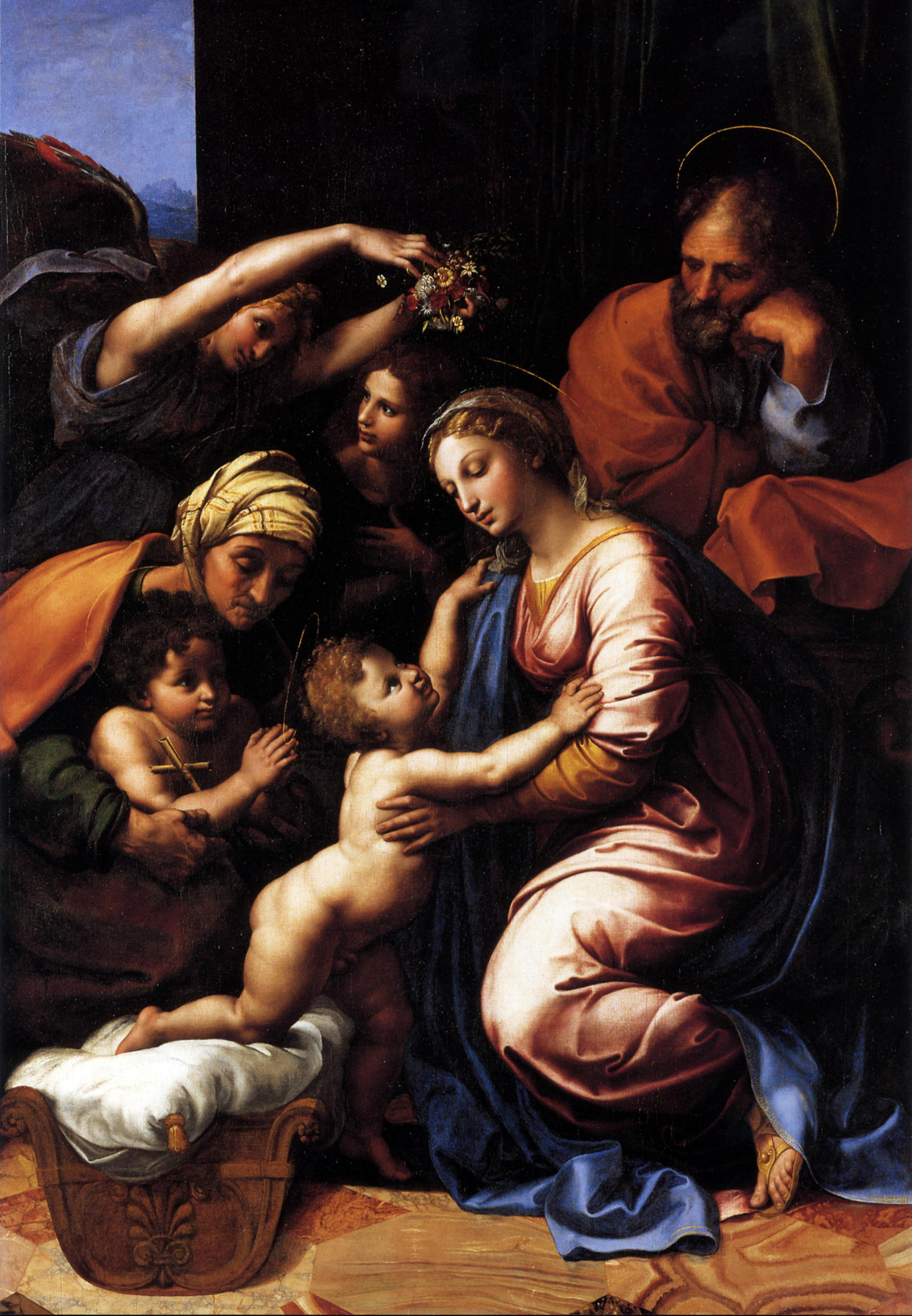
拉斐尔画作《圣家》

圣家（拉丁語：Sacra Familia）是指由耶稣、其母亲马利亚与其养父若瑟组成的神圣家庭。
17世纪时天主教开始出现纪念这一家庭的圣家节，他们被视为家庭的模范。1893年，教宗利奥十三世将圣家节确定为正式节庆。此后教宗庇护十世曾将圣家节取消，不过其继任者本笃十五世于1921年恢复了该节庆。圣家节原为主显节后的首个主日，1969年起则改为圣诞节后的首个主日。